# InstaShop
InstaShop (in arabo: انستاشوب) è un'azienda fondata a Dubai nel 2015 che offre un servizio di consegna a domicilio dei prodotti ordinati tramite la sua app.
Originariamente specializzata nella consegna a domicilio della spesa, nel corso degli anni si è espansa offrendo consegna a domicilio per migliaia di negozi presenti nel Medio Oriente, fine ad arrivare in Egitto e Grecia, operando attualmente in 9 paesi.
Il settore alimentare consente agli utenti di trovare e effettuare ordini con i loro ristoranti preferiti che vengono ritirati quando pronti e consegnati direttamente a casa dell'utente.
Dopo essere stata nominata da Forbes Medio Oriente come una delle migliori 100 startup ed aver superato il mezzo milione di utenti al mese, nell'agosto del 2020 l'intero pacchetto azionario dell'azienda è stato acquistato dalla holding tedesca Delivery Hero per 318 milioni di euro.
Parallelamente all'acquisizione da parte della multinazionale tedesca, l'app ha gradualmente ampliato la sua offerta (originariamente focalizzata sulla spesa a domicilio), aggiungendo altre categorie quali farmacie, ristoranti, articoli sportivi, prodotti tech, edicole e negozi di cosmetica.